# Butia marmorii
La palmera yatay poñí, yatay poñy o butiá enano (Butia marmorii) es una especie del género Butia de la familia de las palmeras (Arecaceae). Es una palma en peligro de extinción, endémica de un pequeño sector del subtrópico centro-oriental de Sudamérica.

## Distribución y hábitat
Esta palmera es un endemismo de la provincia fitogeográfica del cerrado. Han sido encontrados pocos núcleos.  Algunas poblaciones se detectaron en el departamento de Alto Paraná en el este del Paraguay, otra en el estado de Mato Grosso del Sur, en el centro-sur del Brasil y finalmente en el único enclave del cerrado en la Argentina, en el norte de la mesopotamia del nordeste del país, en el sudoeste de la provincia de Misiones.
Habita en sabanas con matorrales, entre zonas abiertas cubiertas de pastizales, viviendo mejor en los sectores más expuestos al sol pleno, en suelos latéricos compuestos de arenas rojizas, en terrenos casi planos o con pendientes suaves. Los frutos se encuentran maduros en el mes de febrero.

### Localidades
Argentina
- Provincia de Misiones
  - San Ignacio (en el departamento homónimo), cerca de la casa histórica de Horacio Quiroga, 27°16′S 55°33′W, 270 m s. n. m.

Brasil
- Estado de Mato Grosso del Sur, 
  - Três Lagoas.

Paraguay
- Departamento de Alto Paraná
  - Antes que Cia Laguna e Itaquyry, cerca de 69 a 70 km al norte de Hernandarias, 10 kilómetros después de que el tiempo libre para Itaquyry, 25°2’3’’S 54°59’41.8”W, 180 m s. n. m.
  - Laguna, 70 km al norte de Hernandarias
  - Cia Laguna, aproximadamente 25°S 55°W, camino a Itakiri, cerca de 64 km al noreste de Hernandarias.
  - 10 km al noroeste por la ruta Ciudad del Este-Salto del Guairá, camino a Itaquyry, 25°01′S 54°59′W.
  - Cia Laguna, cerca de 1 a 2 km al este de Laguna, al costado de la carretera secundaria de tierra; 276 m s. n. m.  25°0.075’S 55°2.516’W.

## Taxonomía y características
Esta especie fue descrita originalmente en el año 2006 por el botánico estadounidense Larry Ronald Noblick. Su existencia pasó desapercibida hasta la primera década del siglo XXI, en razón de ser similar en aspecto a otras especies pequeñas del género Butia.
Etimología
El nombre genérico Butia proviene del nombre vernáculo dado en Brasil a los miembros de este género. El nombre específico marmorii rinde honor al apellido de su descubridor, el botánico de Itaipú Guillermo Caballero Marmori.

## Características
Se trata de una palmera diminuta, que crece solitaria, la cual no presenta tronco aéreo, siendo en su lugar subterráneo, de 10 a 20 cm de diámetro, y con las bases de las hojas persistentes. Exhibe 3 a 5 hojas en la corona dispuestas en espiral. La vaina de la hoja más el pecíolo miden cerca de 2 a 15 cm de largo, glabras, adaxialmente canalizas y abaxialmente redondeadas. El pecíolo, sin incluir la vaina de la hoja, mide menos de 1 cm de largo, 0,5 a 0,7 cm de ancho y entre 1 y 2 mm de espesor en la base de la lámina de la hoja.  El raquis de la hoja mide de 23 a 51 cm de largo, y cuenta con entre 9 y 18 pares de folíolos, distribuidos uniformemente a lo largo del raquis. Los foliolos basales miden entre 11 y 31 cm de largo. La inflorescencia posee de 7 a 17 cm de largo; las flores femeninas miden de 5 a 6,5 mm por 2,5 a 3 mm.

## Conservación
Esta palmera está seriamente amenazada de extinción. Los reductos donde habita no poseen protección legal, sufren de la acción de la construcción de carreteras, y del pastoreo de ganado. En Paraguay uno de los núcleos fue destruido al ser reconvertido a un campo de soja.